# 상선

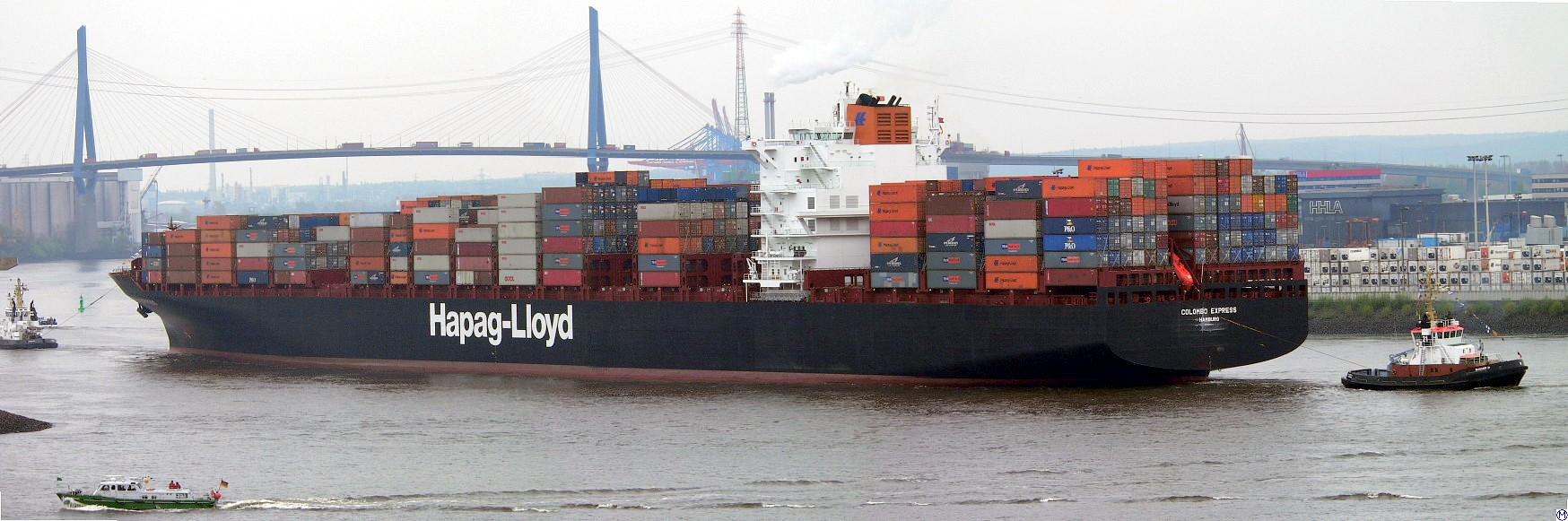
세계에서 가장 큰 컨테이너선 중의 하나인 콜롬보 익스프레스호(Colombo Express)의 처녀 항해, 독일 선사 하파크로이트가 소유하고 운영하고 배경의 다리는 쾰른 브리지.

상선(商船, 영어: merchant vessel, commercial vessel)은 화물이나 승객을 운송하는 선박을 말한다. 전쟁 기간에는 상선도 해군에 소속되어 군사 목적으로 사용되기도 한다.

## 분류
사용 목적에 따라 화물선과 화객선, 여객선 등으로 분류할 수 있다.
- 상선
  - 화물선
    - 건화물선
    - 컨테이너선
    - 탱커: 유조선

  - 화객선
  - 여객선

## 선박 접두어
상선의 선박 접두어 종류는 다음과 같다.
- CS = 해저케이블 부설선(Cable Ship) 또는 케이블 레이어(Cable layer)
- MS = 동력선(Motorship)
- MV = 내연기관에 의해 추진되는 선박
- MFV = 동력어선
- SS = 증기선
- MT = 유조선(Motor Tanker) 또는 동력 예인선(Motor Tug Boat)
- MSV = 동력 구조선
- MY = 동력 요트(Motor Yacht)
- RMS = 왕립 우편선(Royal Mail Ship)
- RRS = 왕립 연구선(Royal Research Ship)
- SV = 범선
- LPG = 액화석유가스(LPG)를 운반하는 가스운반선
- LNG = 액화천연가스(LNG)를 운반하는 가스운반선
- RV = 연구선

## 같이 보기
- 편의치적(영어판)
- 선박평형수(영어판)
- 해운
- 수운